# Novantinoe morrisi
Novantinoe morrisi là một loài bọ cánh cứng trong họ Cerambycidae.